# Верхове бродіння
Верхове бродіння — тип бродіння, що проводиться за допомогою пивних дріжджів (Saccharomyces cerevisiae) і є стародавнішим способом виробництва пива. Після ферментації дріжджі залишаються на поверхні, звідти і назва «верхове». Верхове бродіння відбувається при температурі від 15 до 20 °C. Через підвищену температуру утворюється більше грибків і мікробів, ніж при низовому бродінні, тому такі сорти пива швидше псуються. Виробництво пива способом верхового бродіння протікає швидше і не потребує охолоджування, що до винаходу холодильних агрегатів грало важливу роль.